# Café de la Régence

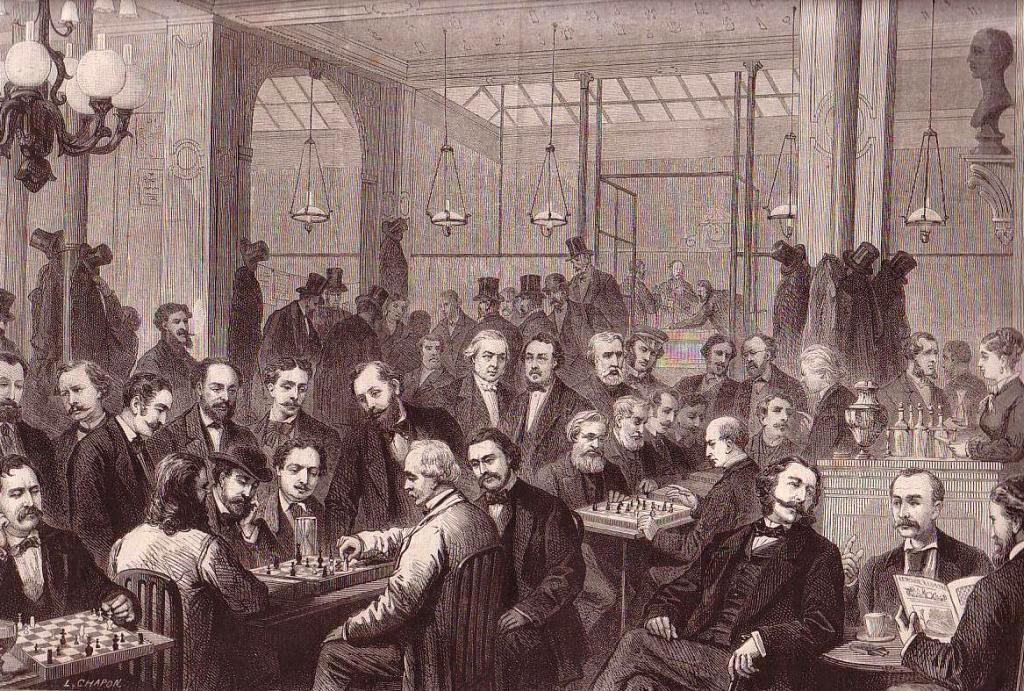
Café de la Régence in 1874.

Het Café de la Régence (1688-1910) was een Parijs café dat een ruime eeuw het absolute centrum van het schaakspel in Frankrijk en Europa was. De meest getalenteerde en bekende schakers uit die periode hebben er gespeeld.
Behalve voor het schaken was dit café het ontmoetingspunt voor schrijvers, filosofen en kunstenaars. Het schaken vormde hierbij de belangrijkste vorm van recreatie, hoewel er ook gedamd, gebiljart en gedominood werd. De serieuze schakers speelden meestal in de Cercle des Échecs, een ruimte op de eerste verdieping van het café, alwaar ook de belangrijke schaakevenementen gehouden werden.
Café de la Régence was gelegen in het 1e arrondissement, een wijk met een druk uitgaansleven waar heden nog veel historische gebouwen, waaronder het Palais-Royal en cafés, met een lange geschiedenis staan.

## Geschiedenis

### 17e eeuw
In navolging van de recente Europese trend van 'cafés', toentertijd uitlaatpunten waar kopjes koffie geserveerd werden, opende ene Lefèvre in 1688 aan het voormalige plein van het Palais Royal het Café de la Place du Palais-Royal. Dit was de geboorte van wat uiteindelijk een van de oudste cafés van Parijs (zo niet het oudste) zou worden.

### 18e eeuw
De volgende eigenaar, Mw Leclerc, was een schone met een uitstekende reputatie. Men haastte zich naar haar café, dat een tijdlang ook nog eens een vrouwencafé was, mede om goede sier te maken met de mode van de dag. Ook Filips van Orléans, toen regent van Frankrijk, was bijzonder gecharmeerd van deze "belle cafetière". Uit wat hieruit volgde en de nabijheid van het Palais du Régent, zoals het Palais-Royal toentertijd in de volksmond genoemd werd, werd het café in 1718 omgedoopt tot Café de la Régence.
Rond 1740 werd Café de la Régence het adres voor serieuze schakers. Dezen waren weggevlucht van Café Procope in de rue de l'Ancienne-Comédie, welke het eerste schaakcentrum in Parijs was, maar waar het te druk werd omdat de literaire gemeenschap er te hoop liep om een glimp van de gevierde schrijvers en filosofen Voltaire en Rousseau op te vangen.
Philidor ontdekte het café in 1741 en met hem de Cercle des Echecs, die prompt de eerste verdieping voor de serieuze schakers opeiste.
De schrijver Alain-René Lesage was een klant van het eerste uur in Café de la Régence en hij beschreef in Valise Trouvée (1779) de sfeer in het café toen geroemde spelers het begonnen te bezoeken:
In een grote zaal, versierd met kroonluchters en spiegels, zie je een twintigtal serieuze figuren dammen of schaken op marmeren tafels en omringd door toeschouwers die hun spel aandachtig gadeslaan. Men houdt zo'n diepe stilte in acht dat in de zaal geen ander geluid te horen is dan dat van de spelers die hun stukken roeren.
Diderot en Rousseau zouden echter vanaf 1742 ook Café de la Régence aandoen, waardoor de drukte daar ook uitbrak en de uitbater gedwongen was een agent bij de deur te zetten om de zaken in te tomen. Café de la Régence was sindsdien, een onderbreking gedurende de Eerste Revolutie daargelaten, het middelpunt van het Parijse schaakleven.
In 1769 nam Rey, een voormalig rechter, het café over, dat hij verwierf als deel van het volledige gebouw op de hoek van het Place du Palais-Royal en de Rue Saint-Honoré. In de periode van ca. 1790 tot 1795 werd hij opgevolgd door François Haquin.

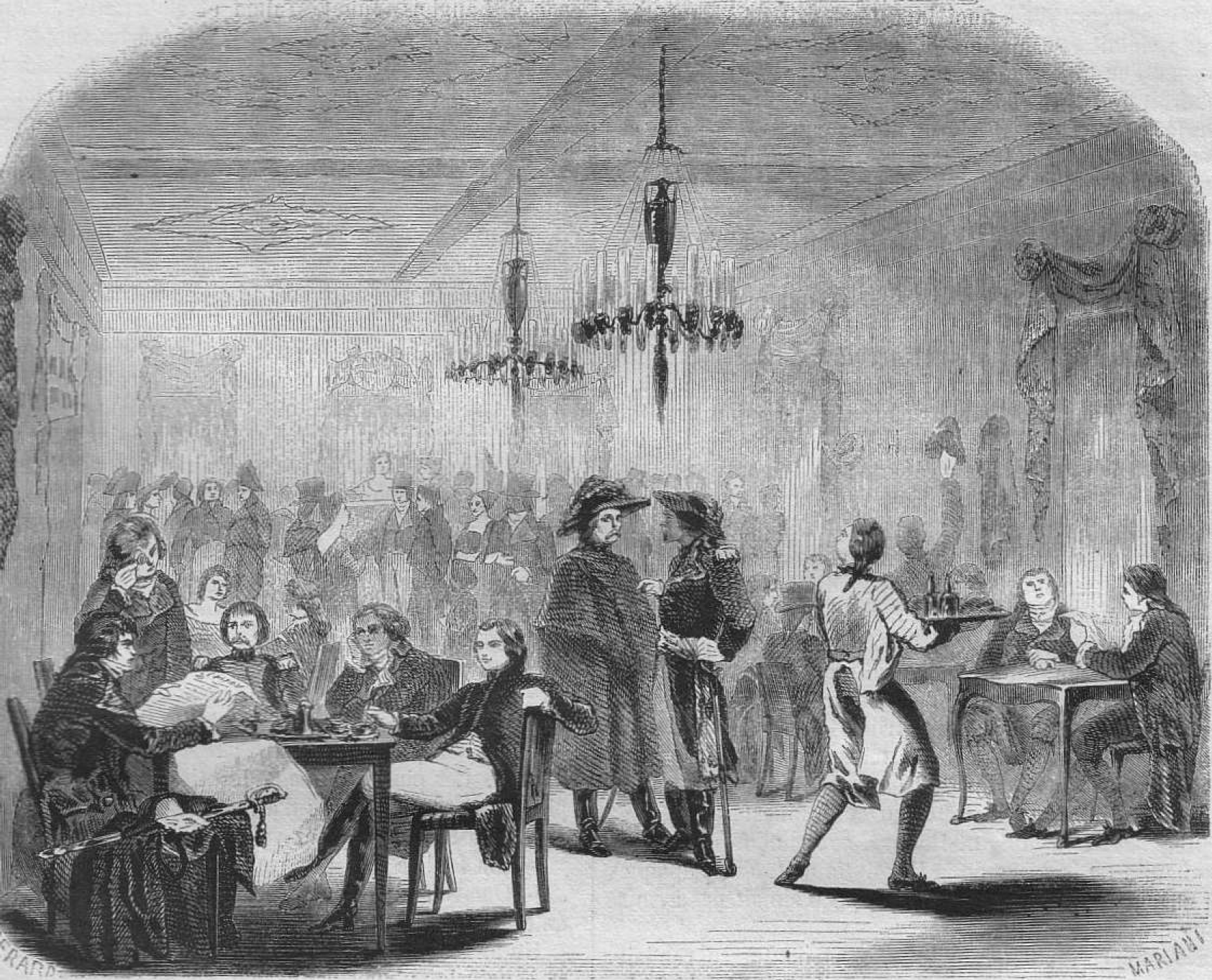
Café de la Régence in de jaren van de Franse Revolutie. Van links naar rechts aan de voorste tafel: Bourrienne, Talma, Junot, Langlois, Bonaparte.

In de jaren van de Franse Revolutie bezocht Maximilien de Robespierre het café met de Jacobijnen. Uit vrees voor Robespierre en de zijnen werd het café door schakers vermeden en weken ze uit naar Café Militaire. De enkeling die toch nog een partijtje tegen hem speelde verloor vaak uit angst voor de man, terwijl Robespierre niet bepaald als een sterke schaker te boek stond.
Het was in deze jaren sowieso geen plezier in Café de la Régence te spelen, omdat het aan de route lag waar de veroordeelden voor de guillotine van de Conciergerie naar de Place de la Concorde vervoerd werden.
Toen het schrikbewind van Robespierre in de zomer van 1794 viel, keerden de schakers terug en werd de schaakcultuur in café de la Régence hervat. Niet voor lang echter, omdat het café op verdenking van het herbergen van radicale elementen door de regime van het Directoire gesloten werd. Het werd weer heropend na de staatsgreep van Napoleon in 1799.

### 19e eeuw

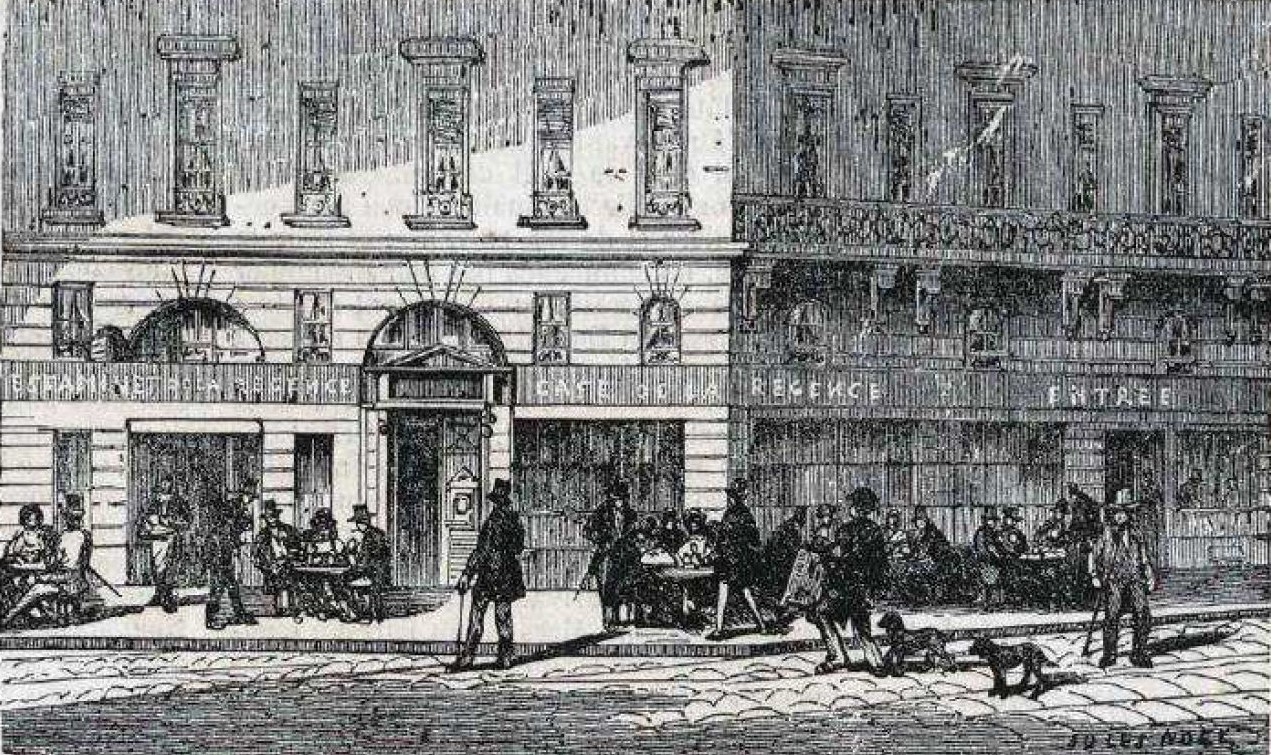
Café de la Régence in de 19e eeuw, voor de verbouwing.

Onder Napoleon III werd Parijs halverwege de negentiende eeuw door Haussmann onder handen genomen. In het kader van deze grote stedenbouwkundige werken werd de rue de Rivoli uitgebreid en vernieuwd. Hiertoe werden begin 1853 alle gebouwen aan de Place du Palais-Royal gesloopt. Was het niet voor Claude Vieille's passie voor het schaken, dan was daar het einde van Café de la Régence geweest. Dankzij zijn voortvarendheid werd het café van ondergang gered en tijdelijk overgebracht naar het Hotel Dodun, 21 rue de Richelieu. Onder de volgende eigenaar Gillet verhuisde het café in 1855 naar 161 rue Saint-Honoré, in het nieuwe blok dat tussen de rue de Rohan en de Rue de l'Échelle was gebouwd.

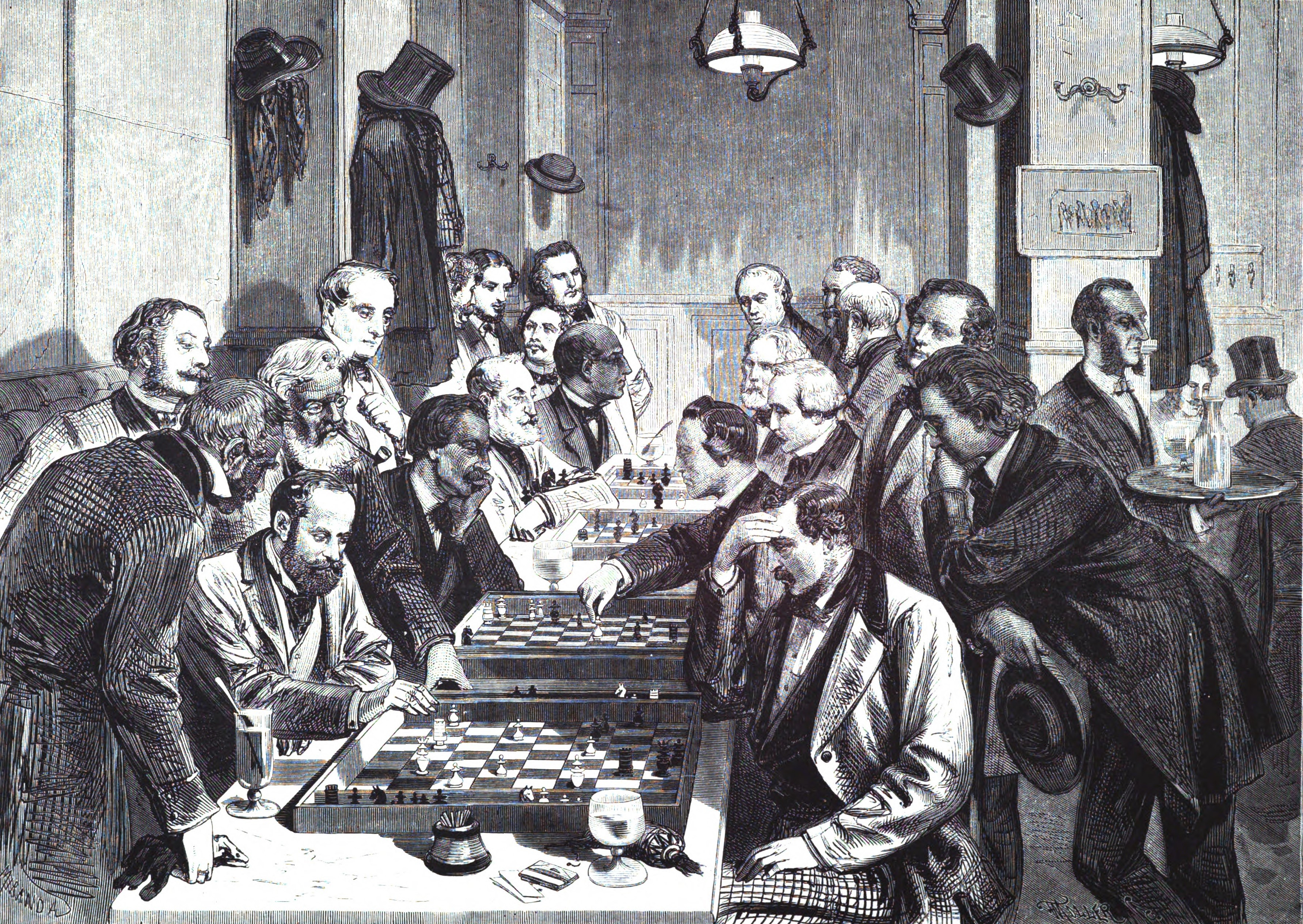
Een gebruikelijke schaaktafereel in het café anno 1873.

Van 1873 tot 1903 was La Régence eigendom van Joseph Kieffer. Hij liet door architect Édouard Niermans het interieur van het café overdoen. Onder Kieffer werd in 1892 ook de elektriciteit geïntroduceerd en behoorden onder meer de gaslampen tot de verleden tijd.

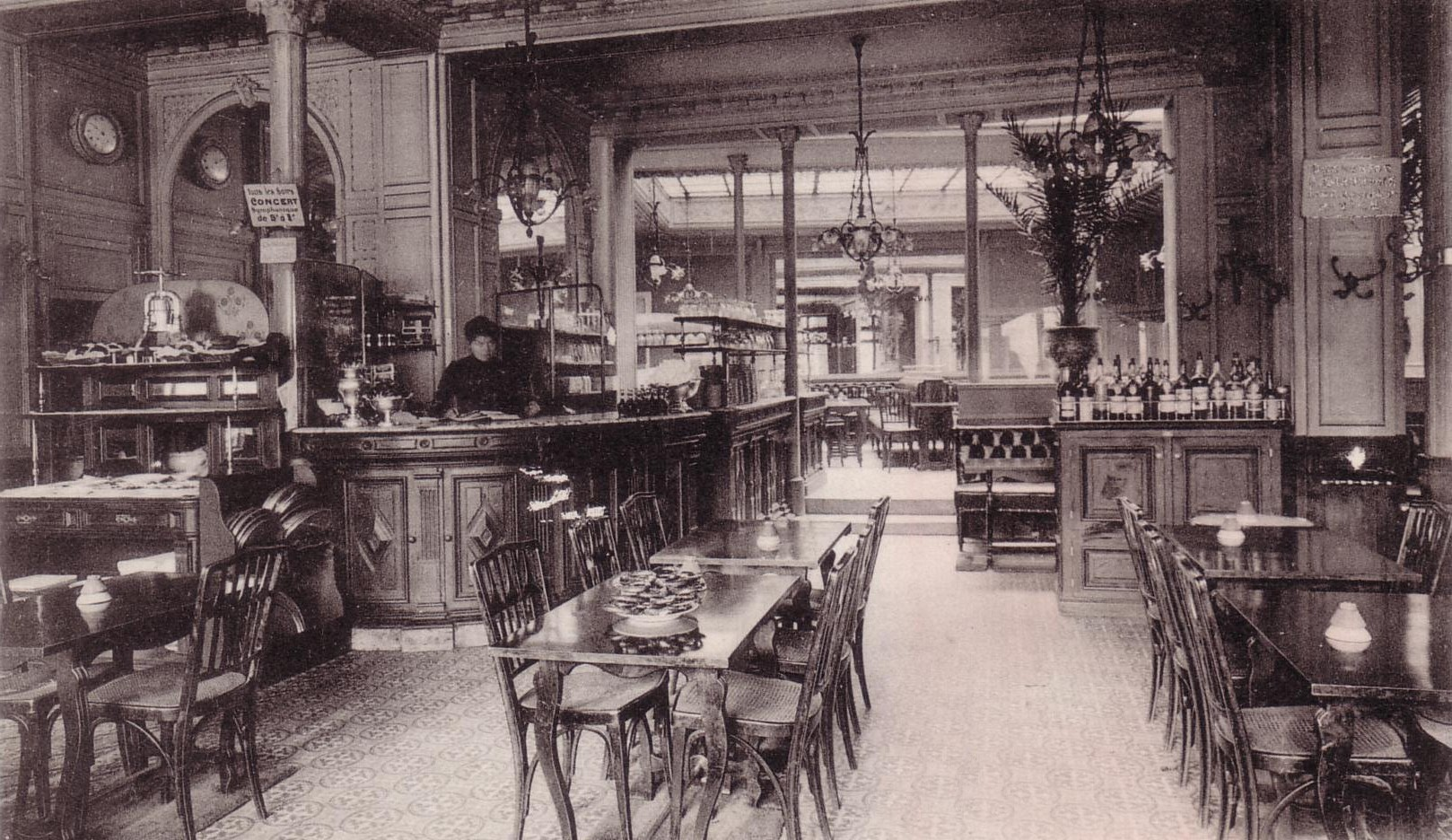
Café de la Régence in 1906.

### 20e eeuw
Het belendende Café du Sport werd in 1903 door Café de la Régence opgenomen. Ook de eerste verdieping, die het Cercle d'Échecs huisvestte, werd overgenomen.
Café de la Régence werd in 1910 uitgebreid en omgebouwd tot café-restaurant; daarmee kwam zijn rol als middelpunt van de schaakgemeenschap tot een einde. Alleen het achterzaaltje werd exclusief aan de schakers toegewezen.
Aan het reguliere gebruik van het café door de schakers kwam in 1918 definitief een eind omdat de uitbater er geen heil meer in zag: de schakers leverden te weinig inkomsten op.
Anno 1925 werd opgemerkt dat het café tot een modieus restaurant verworden was met hoge toonbanken waarop het  drankenassortiment stond opgesteld en waarachter de percolators rookten. Ook waren de meeste tafels waar vroeger de meesters van het schaakbord tegenover elkaar stonden vervangen en was er slechts een enkele muurschildering, gravure, en een schaaktafel, ter herinnering aan een roemruchtig verleden.

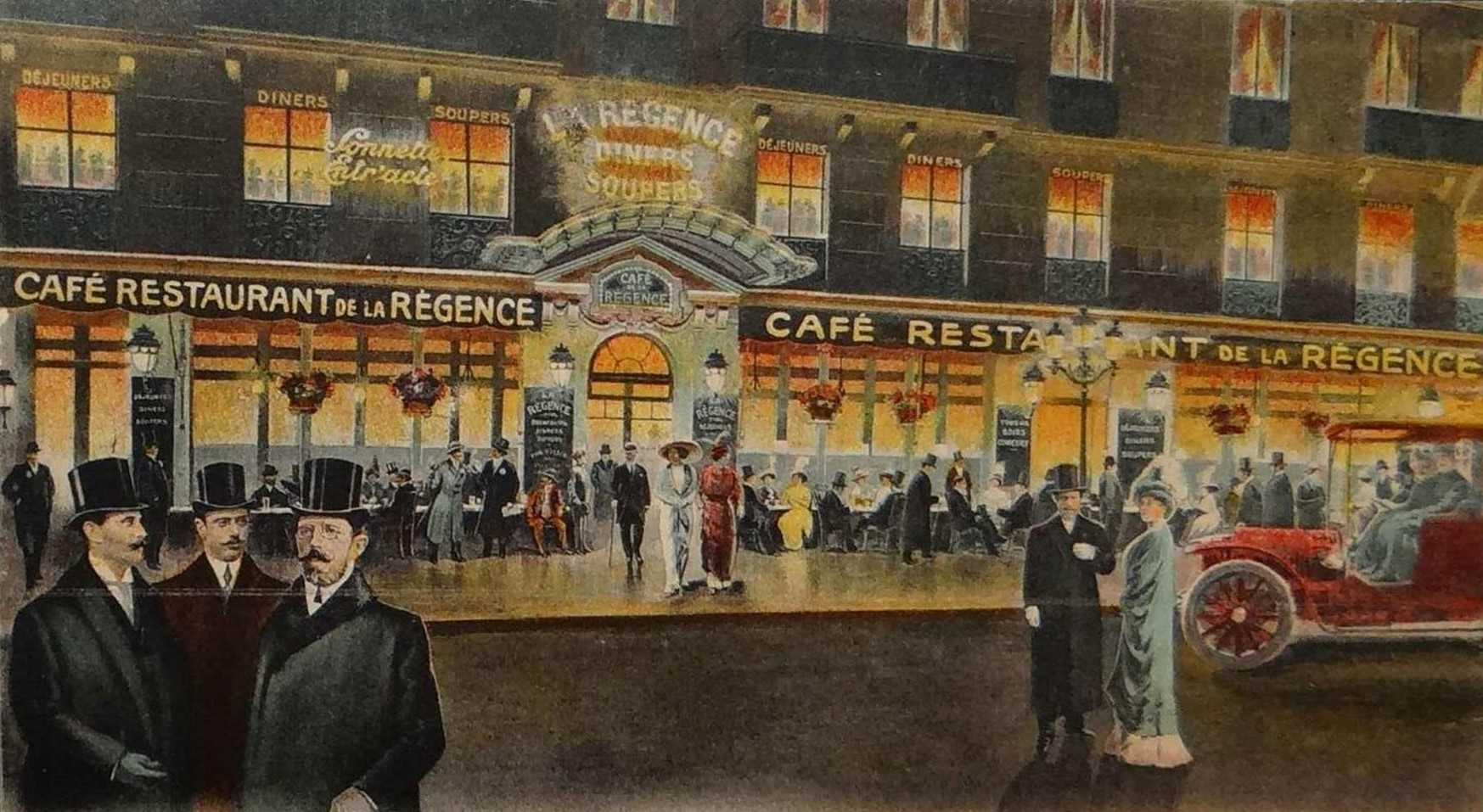
Café de la Régence nadat het tot een café-restaurant is omgebouwd (ca. 1915)

Café de la Régence zou sindsdien slechts incidenteel als historische achtergrond voor belangrijke schaakevenementen worden gebruikt.
Desondanks genoot het zo'n bekendheid dat schaakliefhebbers uit de hele wereld die Parijs aandeden, niet konden nalaten het café een bezoek te brengen en er een paar partijen te spelen. Nostalgisch wordt hierover geschreven: "Klein heiligdom van het Schaakspel, zo rijk aan herinneringen, we zullen nooit geloven dat we de laatste bladzijde van uw geschiedenis hebben geschreven."
Nog enkele schaakevenementen zouden er plaatsvinden waarvan de laatste in 1933.
Daarna is van Café de la Régence niets meer vernomen en lijkt het na een roemruchtige historie een stille dood begaan te zijn. Het was definitief opgedoekt toen het pand in 1975 door het Nationaal Marokkaans Verkeersbureau overgenomen werd.

## Schaakgeschiedenis van het café

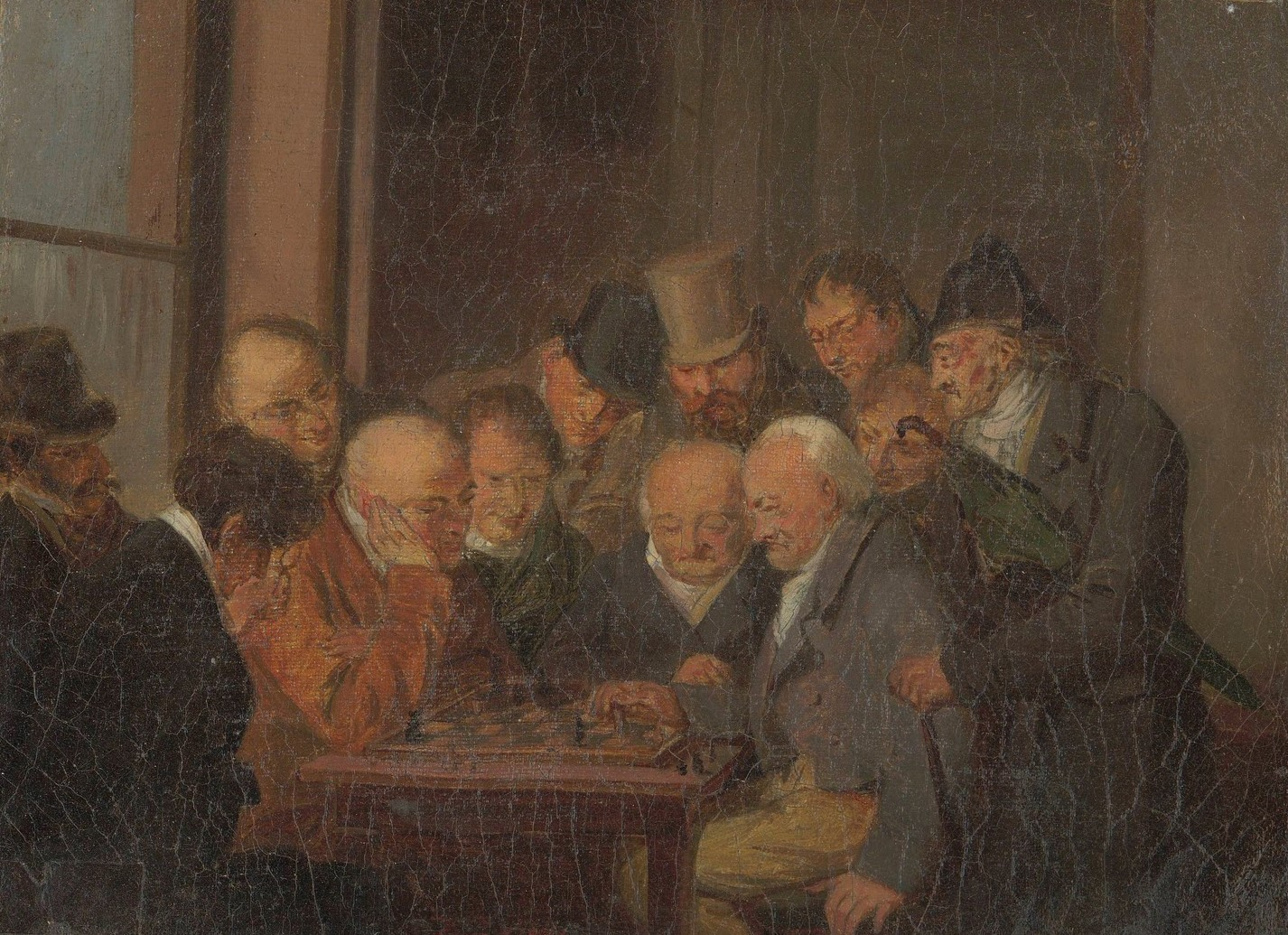
Schaaktafereel in het café anno 1792. Mogelijk zien we hier Philidor (links) die speelt met voorgift, terwijl Légal (rechts, in groene jas) toekijkt. Schilderij van Louis-Leopold Boilly.

### 18e eeuw
Diderot geeft een beschrijving van Café de la Régence in zijn roman Le Neveu de Rameau, en beschrijft er in het bijzonder de partijen tussen Philidor en Légal. Kermur van Légal  was de leermeester van Philidor, maar in 1755 hadden zij een match waarin Légal definitief zijn meerdere in zijn leerling moest erkennen. Philidor, die 1747 nog de match tegen Stamma met 8-2 gewonnen had, bevestigde hiermee in La Régence toen onbetwist de sterkste schaker in de wereld te zijn. Dit markeerde tevens het begin van Café de la Régences hoogtijdagen als schaakcentrum van de wereld.

### 19e eeuw
La Bourdonnais versloeg in 1834 de Britse Alexander McDonnell, in twee matches van in totaal 84 partijen, gehouden in Café de la Régence. La Bourdonnais bevestigde hiermee zijn positie als sterkste speler ter wereld.
In 1839 bezocht Kieseritzky voor het eerst de "Schaaktempel", ofwel het toen beroemde Café de la Régence. Hij kreeg er de kans om met de officieuze wereldkampioen La Bourdonnais te spelen maar verloor de eerste partijen van de zenuwen, ondanks dat La Bourdonnais hem stukken voorgaf. Maar spoedig zou hij zich in de absolute top van het café nestelen.
La Bourdonnais' overlijden in 1840 was het begin van het einde van Café de la Régence's centrale rol in de internationale schaakwereld. De spelers van het café, grotendeels afkomstig uit de bourgeoisie en nobele kringen, leunden nog altijd op Philidor en La Bourdonnais geïnspireerde 'ridderlijke' spel gepropageerd in hun beroemde doch inmiddels verouderde boeken: deze waren achterhaald door de Engelsen die zich baseerden op de wetenschappelijkere benadering in Stauntons Chess-Player’s Handbook (1847) en de Duitsers, die het Handbuch der Schachspiel (1843) van Bilguer en Von der Lasa hadden.

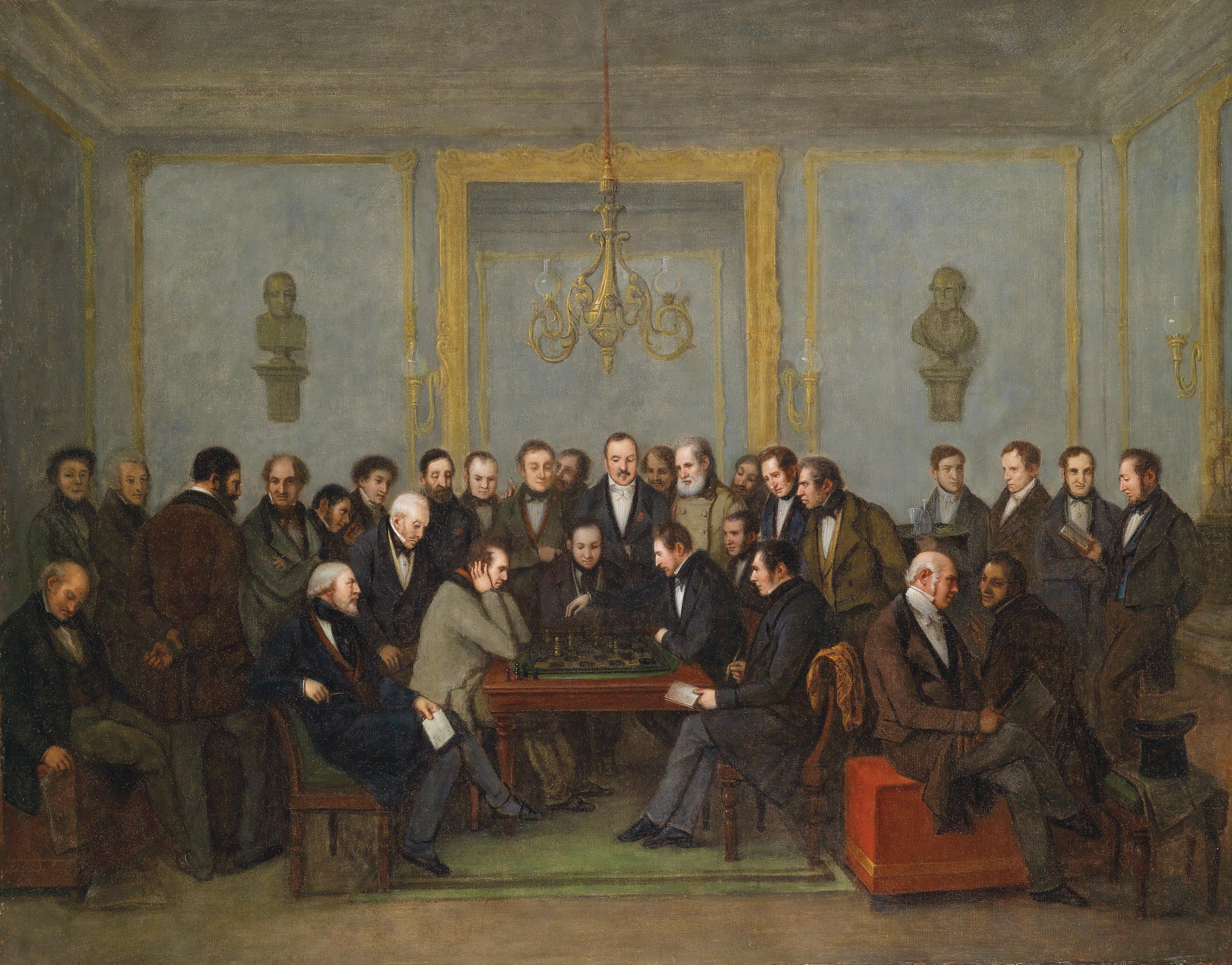
De schaakpartij: 19e partij van de wedstrijd tussen Howard Staunton en Pierre Saint-Amant, op 16 december 1843 in de Cercle des Echecs. Door Jean-Henri Marlet.

In de herfst van 1843 was het café nog getuige van het duel tussen de twee beste spelers van die tijd, Pierre de Saint-Amant en Howard Staunton, in de Cercle des Echecs aldaar. Staunton won met 11 overwinningen, 6 verliespartijen en vier remises.
Saint-Amant en Kieseritzky waren de sterkste spelers in Café de la Régence in de periode van 1841 tot 1852. Beiden hadden een grote invloed op het Franse schaakleven. Terwijl Saint-Amant dat had via de publicatie van het schaaktijdschrift Le Palamède, was Kiéséritzky vooral een sterk schaker die klaarstond te spelen met eenieder die hem uitdaagde. Hij gaf ook schaakles en speelde partijen voor 5 frank per uur. Hij was bekend om het verslaan van zwakkere spelers ondanks zichzelf zwaar te handicappen.
De Italiaanse meester Dubois speelde in de periode van 1855-56 in het café. Ondanks dat destijds de schaakregels in Italië afweken van die in Frankrijk, kreeg hij het voor elkaar om met name de Franse schaakmeester Arnous de Rivière te verslaan.

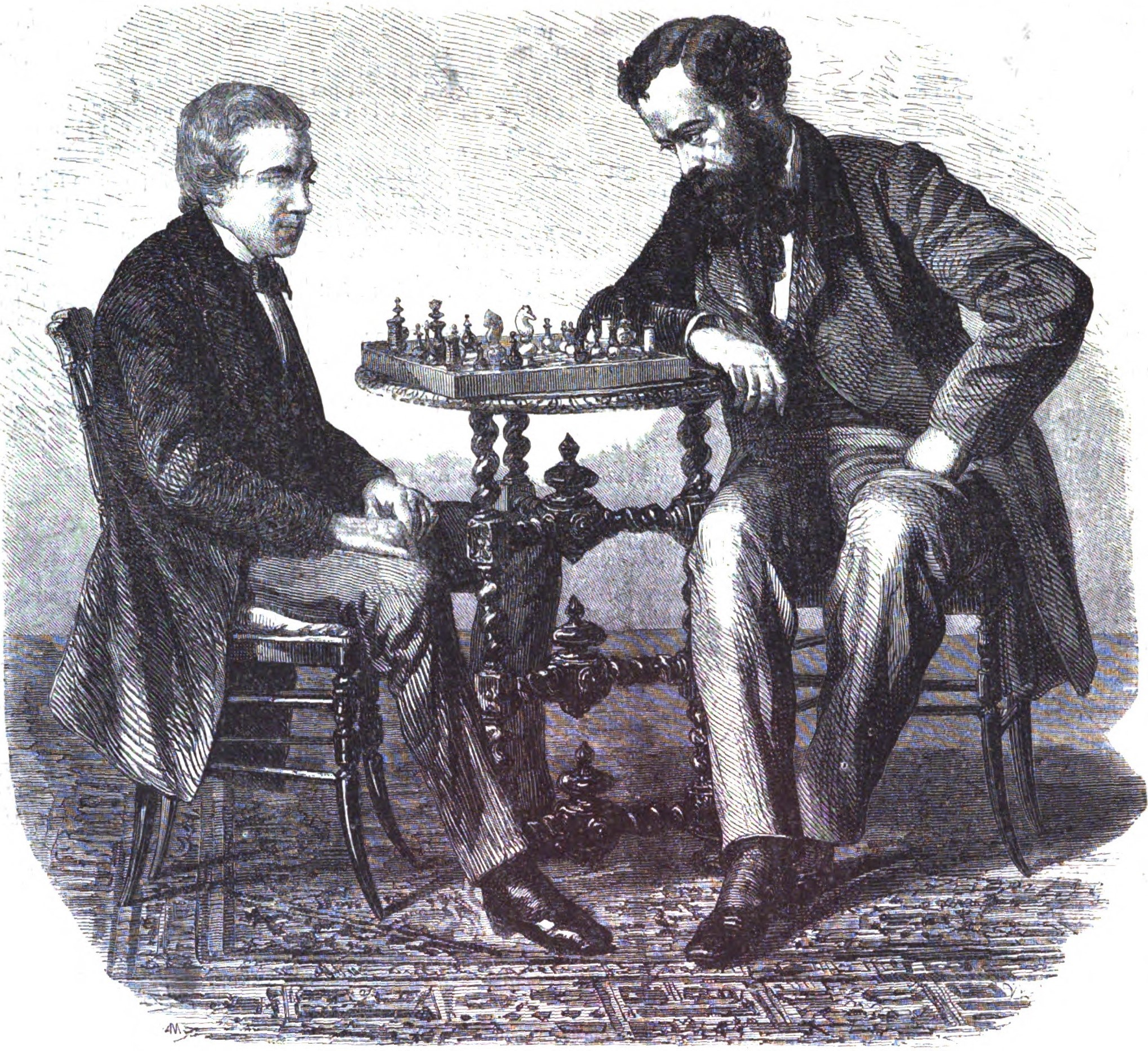
Morphy en Rivière spelen met een typische Régence schaakset (1858).

Tijdens zijn reis naar Europa in 1858-1859 was de Amerikaanse kampioen Paul Morphy ook een frequent bezoeker aan het café. Hij versloeg er Daniel Harrwitz in een match met 5,5-2,5. Hij speelde er ook geblindeerd simultaanschaak tegen acht borden, hetgeen toentertijd ongekend was. Met 6 partijen winst en 2 remises brak het record uit 1783, toen Philidor tegen drie borden blindsimultaan schaakte.
Dit was echter de zwanenzang in de schaakgeschiedenis van het café en het einde van de Franse suprematie in de schaakwereld. Het middelpunt van de internationale schaakwereld was definitief verschoven naar het Engelse Simpson's-in-the-Strand.
Dat wilde niet zeggen dat er niet meer geschaakt werd. Integendeel, er volgden nog diverse belangrijke evenementen en er kwamen nog geregeld sterke spelers op bezoek: Samuel Rosenthal was een Poolse rechtenstudent die gedurende de Poolse Revolutie in 1864 naar Parijs kwam, alwaar hij zich als professioneel schaker en schrijver settelde. Hij won het kampioenschap van Café de la Régence in 1865, 1866 en 1867 en werd in de loop van de tijd de sterkste schaker in Frankrijk.
Het grote toernooi van Parijs 1867, gewonnen door Ignatz von Kolisch voor Szymon Winawer en Wilhelm Steinitz, werd hier gespeeld.
Het eerste officieuze nationale schaaktoernooi van Frankrijk werd hier in 1880 gehouden, met volgende edities in 1881 en 1883.
Ook vonden in het café nadien nog enkele belangrijke schaakevenementen plaats, waaronder een correspondentie-schaakwedstrijd tegen de St. Petersburg Schaakclub rond 1894, welke in remise eindigde.
Kort bezoek van Jacques Mieses in 1910, wanneer hij een blindsimultaan op 6 schaakborden in het Café geeft. Deze sessie duurt 3u30 met het resultaat +3=2-1

### 20e eeuw
In de laatste jaren van De La Régence, toen het al als café-restaurant functioneerde, hadden de spelers nog ergens de ruimte alwaar ze op kleine schaal doorgeschaakt hebben. In 1911 werd in de krant aan hen gerefereerd als "sterke schakers van het Café de la Régence" waartegen Capablanca over acht borden een demonstratie simultaanschaken gaf. Capablanca won zeven van de partijen en verloor er één.

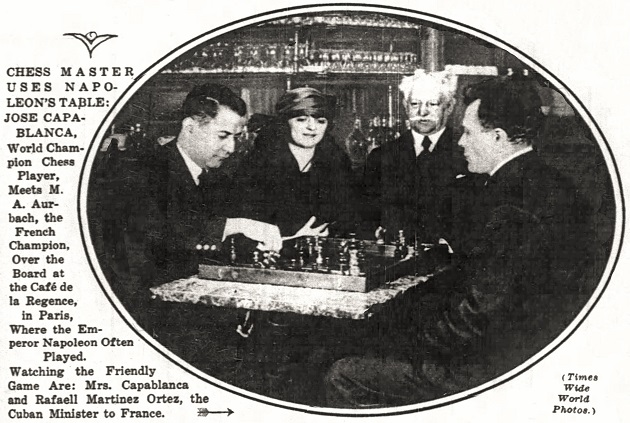
Capablanca in café de la Régence, 1922. Capablanca (links) doet zijn zet tegen de Franse kampioen Arnold Aurbach, terwijl Mw Capablanca en Rafaell Ortez, Cubaanse ambassadeur in Frankrijk, toekijken.

Capablanca bezocht daarna in 1922 nog het toen "beroemde Café de la Régence". Hij speelde er een partijtje schaak met de Franse kampioen Aurbach, op de marmeren tafel van Napoleon. Gezien het feit dat de schakers in die tijd al tot een achterzaaltje veroordeeld waren en De la Régence toen voornamelijk als café-restaurant functioneerde, moet het meer een fotomomentje voor de pers geweest zijn in wat slechts een schaduw van het voormalig illustere café was.
1925: De Franse Schaakvereniging "La Régence" opgericht in 1918 na het vertrek van de UAAR, had slechts een korte duur en de korf heeft nu nog slechts enkele zeer tijdelijke bijen. Sinds het vertrek van de Union Amicale des Joueurs d'Echecs de la Régence, die de schaakvereniging van het Palais-Royal is geworden, is de kleine zaal achteraan, het laatste toevluchtsoord van de schakers, nu nog slechts een hoekje dat dienst doet als kantoor voor het brouwerij-restaurantgebouw. Een van de muren is neergehaald.
In 1932 werd in het café, dat blijkbaar nog steeds een bedevaartsoord voor schaakliefhebbers was, door Dr. Emmanuel Lasker (die het café overigens al in 1890 had aangedaan) een simultaan met 30 schaakborden gehouden. Meer dan 1000 mensen woonden het evenement bij. Na vijf en half uur spelen was de score +22=3-5.
In 1933 was er een simultaanpartij van Alexander Alekhine (eerder in 1913 reeds in het café geweest) op twintig borden (+18=2-0), alsook een wedstrijd tussen Tartakower (die in 1907 reeds het café had aangedaan) en A. Lilienthal. Tartakower wint met 3,5 tegen 2,5. De revanchewedstrijd die later dat jaar nog werd gehouden werd wederom door Tartakover gewonnen (4-2).

## De schaakscène
Vanaf het begin van de 18e tot halverwege de 19e eeuw was Café de la Régence het absolute middelpunt van het schaken in Parijs en de wereld. Verreweg de meeste ontwikkelingen en ontdekkingen in het schaken werden gedurende die periode vanuit De la Régence wereldkundig gemaakt. De leidende rol in de schaakwereld werd halverwege de 19e eeuw overgenomen door Simpson's-in-the-Strand in Londen. De schaakcultuur in wat een schaaktempel genoemd werd zou echter tot begin 20e eeuw voortduren. Het café was zowel binnen als buiten de schaakwereld een legende.

The world might fall into ruins around the Cafe de la Regence, where the chess players congregate, and not one of them would seem to be aware of the occurrence.(Al stort de wereld in, geen schaker in Café de la Régence die het zou opmerken.)
— Paul Celiere (1886) The Startling Exploits of Dr. J. B. Quies.

### Régence schaakset

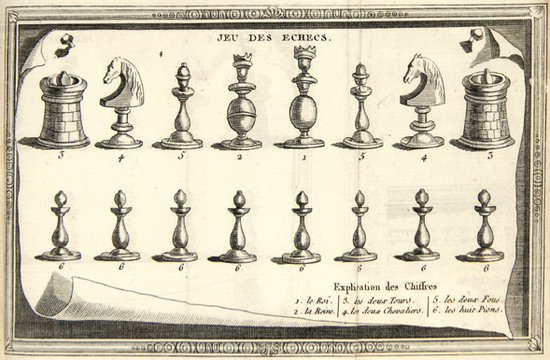
Régence (ookwel 'franse') schaakstukken, uit Philidor's L'analyse des Echecs (3e ed., 1792) zoals gebruikt in café de la Régence.

Café de la Régence had vanaf de 18e eeuw zelfs zijn eigen Régence-schaakstukken, welke ook vanuit het café aan particulieren verkocht werden. Het schaakbord dat ermee kwam had een typische opstaande rand en aan weerszijden vakken waarin stukken die van het bord genomen waren opgeborgen konden worden.
De Régence schaakstukken werden de standaard voor schaakstukken in Frankrijk en werden dan ook wel 'Franse' schaakstukken genoemd. Met deze stukken werd in elk geval tot vroeg in de 20e eeuw in het café gespeeld, zelfs toen andere landen reeds grotendeels op de Staunton-stukken overgegaan waren.

### Cercle des Échecs
De Cercle des Échecs was een groep van sterke schakers met onder meer Deschapelles, de Labourdonnais, Mouret, Boncourt, Saint-Amant, Calvi, Desloges, Sasias, Dumoncheau, Robello, Chamouillet, Lécrivain en Azévédo. Deze groep kwam bij elkaar op diverse exclusieve plekken in Parijs, voordat zij in 1841 settelde op de eerste verdieping van café de la Régence en waar het tot 1854 verbleef.
Dientengevolge werd deze ruimte op de eerste verdieping van het café ook de Cercle des Échecs genoemd. Hier ontmoetten de serieuze schakers elkaar en werden belangrijke wedstrijden gehouden. De meesters speelden er meestal voor het geld.
La Société des Amateurs, gebruikte Le Cercle des Échecs ook als hun thuisbasis. Deze vereniging was een groep van een onbekend aantal schaakmeesters en -spelers in het café. Zij schreven het gevierde Traité des Amateurs (1775) op dit adres. Van de Société des Amateurs zijn heden slechts de meesters Bernard, Carlier, Léger en Verdoni bekend.

### SchaaktijdschriftLa Régence[29]
Het schaaktijdschrift La Régence, journal des échecs, dat onder de naam van Café de la Régence werd uitgegeven, was de opvolger van de twee jaar eerder gestopte Le Palamede. De eerste serie liep van 1849 tot 1851,  geschreven door Société d'amateurs in het Café de la Régence, met als redacteur Lionel Kieseritzky. De tweede serie, La Régence, revue des échecs et autres jeux, liep vanaf 1856 tot 1857, en stond onder redactie van Jules de Rivière.
De derde en laatste serie startte in 1860 als La Régence, revue spéciale des échecs en de naam werd in  1861 veranderd naar La Nouvelle Régence en tot 1864 uitgegeven onder redactie van Paul Journoud.
Journoud deed daarna nog van 1865 tot 1866 de redactie van Le Sphinx: Journal des échecs in het café.

## Beroemde stamgasten en bezoekers
In de loop van de geschiedenis hebben vrijwel alle zichzelf respecterende schaaksterren het café wel bezocht. Voor zover ze niet al in het artikel genoemd zijn volgt hiervan een opsomming: 1858 Adolf Anderssen; 1863 Alexandre Pétroff; 1867 Sam Loyd; 1873 Henry Bird, Joseph Blackburne; 1883 Michail Tsjigorin; 1889 Jacques Mieses, Simon Alapin; 1891 David Janowksi, Isaac Rice; 1895 Wilhelm Steinitz; 1900 Harry Pillsbury; 1902 Adolf Albin; 1905 Frank Marshall; Ossip Bernstein; 1911 les maîtres de San Sebastian; Akiba Rubinstein, Robert Teichmann, Aaron Nimzowitsch, Carl Schlechter, Rudolf Spielmann; Sosno Borowski.
Tevens hebben tal van beroemdheden die fervente doch middelmatige schakers waren het café al dan niet frequent bezocht. Hieronder volgen slechts enkelen - de meest in het oog springende beroemdheden - uit een schier eindeloze lijst:
- De twee Rousseaus (Jean Jacques en Jean-Baptiste), Duc de Richelieu, Marshal Saxe, Chamfort, St. Foix, Lafayette, Marmontel, Grimm,[3] Gengiskan, Alexandre, César,  Newton, Laplace, Leibnitz, Lagrange, Clément, Ravaillac, Damiens en Fieschi[39]. Er waren ook Beaumarchais,  Camille Desmoulins, Barras,  le   chevalier de  Boufflers,   puis Marmont, Cambacérès, Murat et Talma.[40]
- In zijn tijd als Amerikaanse ambassadeur in Parijs (1776-1785) bezocht Benjamin Franklin het café geregeld, alwaar hij met name Diderot, Voltaire en Rousseau ontmoette. Er gaat het verhaal dat rond dat hij Philidor in het café gevraagd heeft zijn copy van Philidor's L'analyze des échecs te signeren.
- Lodewijk Filips I van Frankrijk.[9]
- Napoleon Bonaparte kwam er geregeld schaken in de periode van 1798 tot 1804 voordat hij keizer werd. Hij had er zelfs zijn eigen zwart-witte marmeren schaaktafel die er nog jarenlang (in ieder geval tot 1937) is blijven staan, alvorens het mysterieus is verdwenen.[26][41] Deze tafel was op zich al een bijzonderheid, aangezien het afkomstig was uit het voormalige gebouw van het Place du Palais-Royal.[42] Napoleon was niet bijzonder goed en kon slecht tegen zijn verlies. Men liet hem dan ook wel eens een partij winnen om de verhoudingen goed te houden.[2][3]
- Ook in de negentiende eeuw kwamen vooraanstaande politici er geregeld schaken. Jules Grévy zou er geregeld geschaakt hebben voordat hij president van Frankrijk werd.[41]

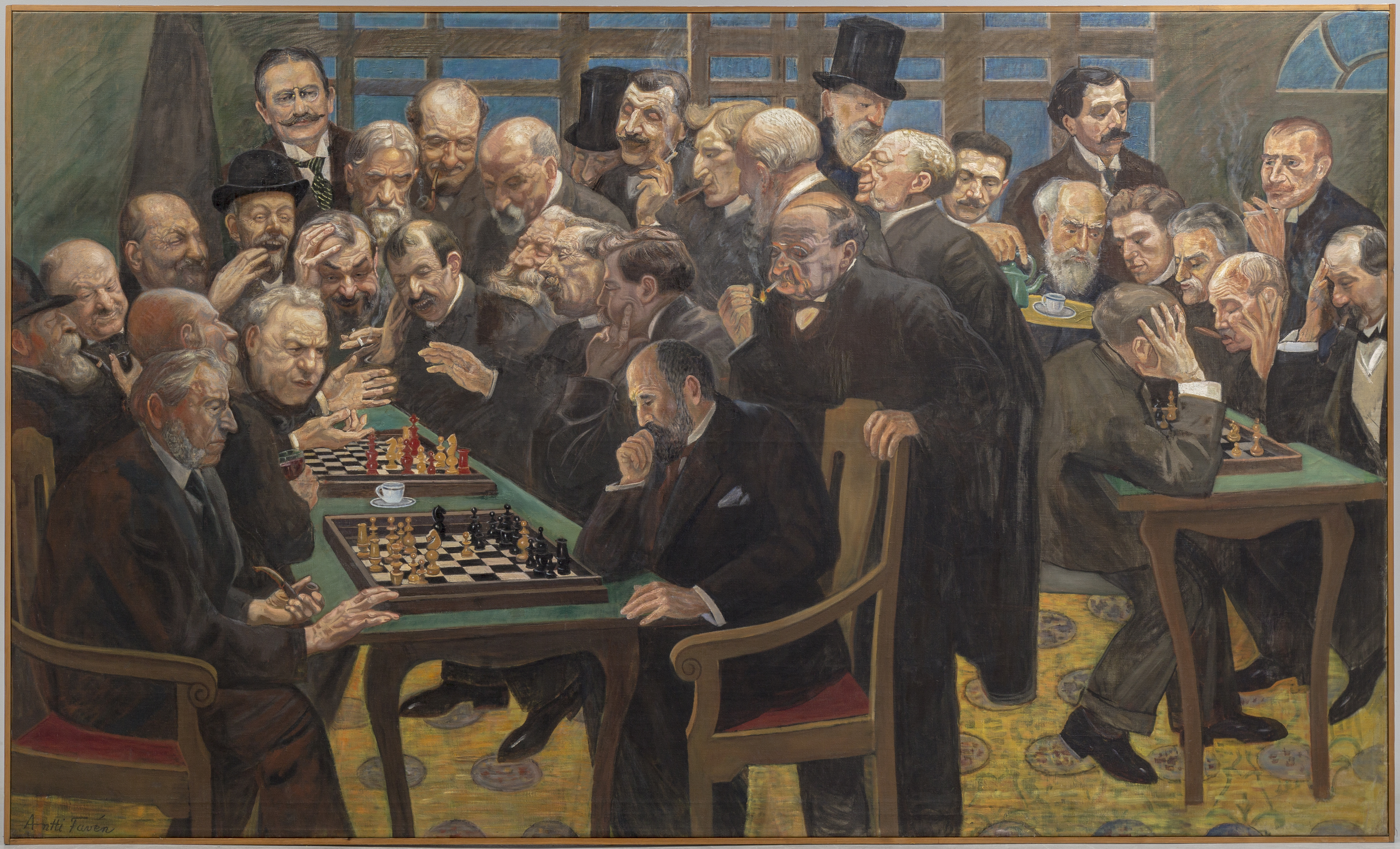
De schakers in Café de la Régence van Antti Favén. Te herkennen zijn: Siegbert Tarrasch / David Janowski (?) staand linksachter, Frank Marshall in het midden met een sigaar, links van hem in beeld met sigaret Yanowski ? Ossip Bernstein met de zwarte stukken aan de voorste tafel, tegenover hem Amos Burn met pijp. Aljechin staand op de voorgrond, licht een sigaret?? 6e van rechts: Emanuel Lasker of Leo Nardus?

Een kleine selectie van andere bijzondere bezoeken die in de loop van zijn bestaan aan het café gemaakt zijn:
- 1777: Tijdens zijn bezoek aan Parijs deed Keizer Jozef II Café la Régence aan. De toenmalige uitbater, die nietsvermoedend met deze vreemdeling een praatje had gemaakt, zou erg verbaasd zijn geweest toen zij van deze klant met een gezicht dat haar bekend voorkwam, vernam dat hij de broer van koningin Marie-Antoinette was. Na de Keizer van Oostenrijk was het Tsaar Paul I die in 1780 incognito het schaakcafé bezocht.[4][45]
- 1844: Karl Marx ontmoette Friedrich Engels in dit café en kwamen ze hier overeen betreffende het werk De heilige familie.[9]
- 1885: Edvard Munch bezocht het café tijdens zijn eerste bezoek aan Frankrijk om de Franse impressionisten te bestuderen.
- 1902-1913: In deze periode verbleef de Finse schilder Antti Favén (1882-1948) in Parijs. Zijn schilderij De schakers was ontsproten aan zijn fascinatie van het schaakleven in café de la Régence. Dit schilderij is een fictief moment in het café met diverse beroemde schakers van die periode erin verwerkt.[46]
- 1906: Volgens de Finse schilder Oscar Parviainen improviseerde Jean Sibelius het hoofdthema, Een gebed tot God, van de finale van zijn Derde Symfonie in Café de la Régence.[47]